# アイ・オブ・ザ・タイガー (アルバム)
『アイ・オブ・ザ・タイガー』（Eye of the Tiger）は、アメリカ合衆国のロック・バンド、サバイバーが1982年に発表した3作目のスタジオ・アルバム。収録曲「アイ・オブ・ザ・タイガー」がシングルとして全米・全英1位の大ヒットを記録したのに伴い、本アルバムもセールス的に成功を収めた。バンドの母国アメリカではBillboard 200で初のトップ10入りを果たして最高2位に達した。また、サバイバーのアルバムとしては唯一全英アルバムチャートでトップ100入りして、最高12位に達した。
「アイ・オブ・ザ・タイガー」がシングル・ヒットした後、「アメリカン・ハートビート」（全米17位）や「ザ・ワン・ザット・リアリー・マターズ」（全米74位）もシングル・カットされた。また「ザ・ワールド・ビガン」は、1989年のスタローン主演映画『ロックアップ』にジミ・ジェイミソンのヴォーカルによる再録バージョンが主題歌として使用された。

## 収録曲
特記なき楽曲はジム・ピートリックとフランキー・サリバンの共作。
1. アイ・オブ・ザ・タイガー - Eye of the Tiger - 4:05
2. フィールス・ライク・ラヴ - Feels Like Love - 4:07
3. ヘジテイション・ダンス - Hesitation Dance - 3:51
4. ザ・ワン・ザット・リアリー・マターズ - The One That Really Matters (Jim Peterik) - 3:31
5. アイム・ノット・ザット・マン - I'm Not That Man Anymore - 4:47
6. チルドレン・オブ・ザ・ナイト - Children of the Night - 4:45
7. ザ・ワールド・ビガン - Ever Since the World Began - 3:45
8. アメリカン・ハートビート - American Heartbeat - 4:09
9. シルヴァー・ガール - Silver Girl - 4:52

## 参加ミュージシャン
- デイヴ・ビックラー - ヴォーカル
- フランキー･サリバン - ギター
- ジム・ピートリック - ピアノ、ギター
- ステファン・エリス - ベース
- マーク・ドラウベイ - ドラムス